# Rosskopf (Halltal)
Der Rosskopf oder Roßkopf ist ein 2670 m ü. A. hoher Berg im Karwendel im Hintergrund des Halltals. Er liegt in einem Seitenkamm der Gleirsch-Halltal-Kette zwischen der Hinteren Bachofenspitze im Norden und den Stempeljochspitzen im Süden.
Der leichteste Anstieg führt in vier Stunden von der Pfeishütte (1922 m ü. A.) durch das Mittlere Sonntagkar. Vom Kar steigt man dabei nordostwärts in Richtung einer zum Verbindungsgrat zur Hinteren Bachofenspitze führenden Wandstufe empor. Über Schrofen erreicht man den Nordwestgrat des Rosskopfs. Dem Grat folgt man bis zu einer Scharte vor dem Gipfel, diese wird westseitig umgangen, zuletzt gelangt man über Schrofen zum Gipfel.